# بيلي قاولد
بيلي قاولد (بالإنجليزية: Billy Gould)‏ هو منتج أسطوانات وملحن وموسيقي أمريكي، ولد في 24 أبريل 1963 في لوس أنجلوس في الولايات المتحدة.

## وصلات خارجية
- بيلي قاولد على موقع IMDb (الإنجليزية)
- بيلي قاولد على موقع ميوزك برينز (الإنجليزية)
- بيلي قاولد على موقع أول ميوزيك (الإنجليزية)
- بيلي قاولد على موقع ديسكوغز (الإنجليزية)
- بيلي قاولد على موقع قاعدة بيانات الفيلم (الإنجليزية)